# Новоберёзовский сельсовет (Курганская область)
Новоберёзовский сельсовет — упразднённое сельское поселение в Петуховском районе Курганской области Российской Федерации.
Административный центр — село Новоберёзово.
Законом Курганской области от 12 мая 2021 года № 49 к 24 мая 2021 года упразднён в связи с преобразованием муниципального района в муниципальный округ.

## История
Статус и границы сельского поселения установлены Законом Курганской области от 4 ноября 2004 года № 642 «Об установлении границ муниципального образования „Новоберёзовский сельсовет“, входящего в состав муниципального образования „Петуховский район“».

## Население
| 1989 | 2002 | 2004 | 2010 | 2012 | 2013 | 2014 |
| ---- | ---- | ---- | ---- | ---- | ---- | ---- |
| 721  | ↗774 | ↘749 | ↘623 | ↘598 | ↘556 | ↘546 |
| 2015 | 2016 | 2017 | 2018 | 2019 | 2020 |      |
| ↘520 | ↗527 | ↘509 | ↘499 | ↘466 | ↘448 |      |

## Состав сельского поселения
| № | Населённый пункт | Тип населённого пункта       | Население |
| - | ---------------- | ---------------------------- | --------- |
| 1 | Вишневка         | деревня                      | ↘82       |
| 2 | Новоберёзово     | село, административный центр | ↘485      |
| 3 | Пьянково         | деревня                      | ↘56       |

### Упразднённые населённые пункты
Каравашки — упразднённая в 1977 году деревня.